# بيل روز
بيل روز (بالإنجليزية: Bill Rose)‏ هو لاعب كرة قدم أسترالية أسترالي، ولد في 9 مايو 1931، وتوفي في 10 أكتوبر 2007.

## وصلات خارجية
- بيل روز على موقع AustralianFootball.com (الإنجليزية)
- بيل روز على موقع AFLtables.com (الإنجليزية)